# Miconia caerulea
Miconia caerulea är en tvåhjärtbladig växtart som först beskrevs av David Don, och fick sitt nu gällande namn av Charles Victor Naudin. Miconia caerulea ingår i släktet Miconia och familjen Melastomataceae. Utöver nominatformen finns också underarten M. c. vilcabambae.